# Martin Barre
Martin Lancelot Barre (Birmingham, 17 novembre 1946) è un chitarrista, compositore e musicista britannico.

## Carriera
Barre è stato il chitarrista della rock band britannica Jethro Tull dal 1969 al 2011. Compare in tutti gli album del gruppo pubblicati dal 1969 al 2003.
Il suo suono è caratterizzato da una commistione fra gli stili blues di Jeff Beck ed Eric Clapton insieme alle complessità barocche del progressive rock dei primi anni settanta e al tradizionale suono della musica folk europea. Occasionalmente si è esibito anche in qualità di flautista sia all'interno della band che nei suoi album da solista.
Barre iniziò la sua carriera di musicista suonando il sassofono in una band di Birmingham, i Moonrakers, nei primi anni sessanta. Nel 1966 si unì ai Noblemen insieme ad un altro membro dei Moonrakers, Chris Rodger, e il nuovo gruppo di Barre fu ribattezzato The Motivation. La band comprendeva anche Jimmy Marsh (voce), Bryan Stevens (basso), Mike Ketley (tastiere) e Malcolm Tomlinson (batteria). Il gruppo si esibì anche nel leggendario Marquee Club di Londra in due occasioni e servì anche come gruppo spalla dei Cream, sempre nella capitale inglese. Tra il 10 marzo e l'aprile del 1967 suonarono anche al Piper Club a Roma per circa sei settimane.
Durante l'estate del 1967 Marsh e Rodger abbandonarono la band e così i restanti membri assunsero l'ex cantante dei Clayton Squares, Denny Alexander, cambiando nuovamente nome e diventando così i The Penny Peeps. Sotto contratto con la Liberty Records il gruppo pubblicò due singoli nel 1968, Little Man With A Stick (Model Village nel lato B) e I See The Morning (Curly, Knight of The Road nel lato B). Barre aveva ormai conquistato il ruolo di primo chitarrista e il suo assolo in Model Village ha reso il pezzo uno dei più ambiti e popolari fra i collezionisti.
In seguito all'abbandono di Alexander verso la metà del 1968, la band (che intanto aveva di nuovo cambiato nome, i Gethsemane) prese la strada del blues. Il nuovo gruppo registrò diversi pezzi nuovi che però non furono mai editi, e si dissolse nel dicembre del 1968 quando Barre entrò a far parte dei Jethro Tull.
Per più di 30 anni l'impegno musicale di Barre si centrò esclusivamente sulla band capeggiata dall'istrionico Ian Anderson. Poi, a partire dagli anni novanta, intraprese una parallela carriera da solista, registrando fino ad oggi 5 album.
In un pezzo del 1994, A Trick of Memory, Barre utilizza una chitarra regalatagli dall'amico Mark Mancina. The Meeting (1996) vede la partecipazione del bassista Jonathan Noyce, che sarà poi presentato dallo stesso Barre a Ian Anderson e verrà quindi accettato a far parte del gruppo.
Barre è indubbiamente uno dei chitarristi più acclamati nel mondo del rock e il suo assolo in Aqualung (dall'omonimo album del 1971) è stato votato dai lettori della rivista musicale Guitar Player come uno dei migliori assoli rock per chitarra di tutti i tempi. Inoltre lo stesso assolo, fu scelto nel 2007 come uno dei migliori 100 assoli di chitarra di sempre dalla rivista Guitar World. Mark Knopfler, leader dei Dire Straits, durante un'intervista rilasciata nel 2005, ha definito la collaborazione di Barre con Anderson come qualcosa di "magico" ("magical").
Secondo una notizia apparsa sul suo sito ufficiale nel dicembre 2006, Barre sostiene di aver iniziato a lavorare su un progetto acustico assieme a Dan Crisp, un cantante e chitarrista, e Alan Bray, un bassista. Barre afferma inoltre che suonerà una serie di strumenti acustici con il gruppo, inclusi bouzouki e mandolino. Il trio si è già esibito diverse volte, ma non si sa nulla riguardo ad un'eventuale uscita di album.
Nel 2013 viene pubblicato il quinto album in studio di Martin Barre, Away with Words; l'album presenta riarrangiamenti di alcuni classici dei Jethro Tull (come Hymn 43 e One Brown Mouse) che vengono ampliati con canzoni create appositamente dallo stesso Barre.
Nell'album sono comunque presenti due pezzi esclusivamente di Barre: All Bars Hold e Sundown.
Nel disco rimane confermato come nei precedenti album solisti il bassista ex Jethro Tull Jonathan Noyce.

## Discografia
Con i Jethro Tull
Da solista
- 1992 - A Summer Band
- 1994 - A Trick of Memory
- 1996 - The Meeting
- 2003 - Stage Left
- 2013 - Away with Words
- 2015 - Back to Steel
- 2018 - Roads Less Travelled

## Strumentazione

### Chitarre

#### Elettriche
- Dallas Tuxedo: la prima chitarra acquistata dal chitarrista;[2]
- Gibson ES-330 Sunburst: il primo strumento di qualità suonato da Barre prima dell'ingresso nei Jethro Tull;[2]
- Gibson Les Paul Special fine anni cinquanta: acquistata poco prima di entrare nei Jethro Tull intorno al Natale del 1968;[2]
- Gibson Les Paul Custom imitazione: acquistata nel 1970 e presto rivenduta, con essa Barre incide l'album Benefit;[2]
- Les Paul Junior del 1958: comprata nel 1971 ispirandosi a Leslie West e suonata nelle registrazioni di Aqualung;[2]
- Gibson Les Paul Standard: utilizzata per le session di Minstrel in the Gallery;[2]
- Fender Broadcaster: con essa Barre incide Taxi Grab (inclusa in Too Old to Rock 'n' Roll: Too Young to Die!);[2]
- Hamer Explorer numero di serie 0002;[2]
- Hamer Guitars varie: suonate nelle incisioni degli album Bursting Out, Heavy Horses, Songs from the Wood e Stormwatch;[2]
- Ibanez varie;[2]
- Tom Anderson Drop Tops varie;[2]
- Hamer Special Chapparal: con essa Barre registra Crest of a Knave e Rock Island;[2]
- Schecter "Strat"  realizzata da Charlie Chandler: strumento impiegato durante le session di Under Wraps, Crest of a Knave e Rock Island;[2]
- Hugh Manson elettrica: suonata sugli album Roots to Branches e J-Tull Dot Com;[2]
- Fender "Hot Rod" Stratocaster: utilizzata per circa due anni;[2]
- PRS 513: attualmente lo strumento preferito da Barre.[2]

#### Acustiche
- Taylor;[2]
- Manson Acustiche.[2]

### Mandolini
- Mandolino Gibson del 1954.[2]